# Marta Harlasová-Schrödlová
Marta Harlasová-Schrödlová v matrice Schrödlová-Ciliáková (22. března 1891 Praha – 11. srpna 1962 Praha) byla česká pěvkyně, překladatelka.

## Životopis
Některé zdroje uvádějí chybně 21. března. Otec Marty byl Stanislav Schrödl (24. 4. 1851), matka Terezie Schrödlová-Ciliáková ze Žamberku (21. 12. 1862), svatbu měli 6. 2. 1892. Marta měla dva vlastní bratry Stanislava Schrödla (5. 12. 1892), Lva Schrödla (4. 10. 1900) a nevlastního Milána Schrödla (9. 10. 1876).
Marta Harlasová-Schrödlová působila před první světovou válkou v plzeňském Městském divadle. Za války získala azyl v Holandsku, kde vystupovala mj. s harfistou Václavem Křičkou. Zpívala tam čsl. lidové písně a přednášela o českém národě. Mezi světovými válkami se do Holandska vracela jako operní pěvkyně. Pro Národní divadlo přeložila z vlámštiny operu Beatrijs od Ignace Liliena, překládala také árie a písně. Roku 1926 hrála ve filmu Svéhlavička. Jejím manželem byl PhDr. František Xaverský Harlas (8. 2. 1865), malíř, spisovatel a ředitel Muzea hlavního města Prahy. V Praze XVIII Liboc bydlela na adrese Na Vypichu 34.

## Dílo

### Překlad
- Beatrijs: opera o třech jednáních podle dramatu „Ik Dien“ („Sloužím“) od Hermana Teierlincka – Ignace Lilien; z vlámského originálu ... Praha: František Augustin Urbánek a synové, 1931 Alois Lapáček

### Koncerty
- Národní listy 1922: 18.11.1922
- Národní listy 1923: 04.03.1923, 20.03.1923, 25.03.1923, 03.07.1923
- Národní listy 1924: 20.02.1924, 30.05.1924, 11.06.1924
- Národní listy 1925: 07.05.1925
- Národní listy 1927: 09.06.1927, 26.09.1927
- Eva časopis moderní ženy 1934: 01.03.1934 a fotografie
- Národní listy 1941: 25.02.1941